# 台灣推理作家協會
台灣推理作家協會（英語：Mystery Writers of Taiwan，簡稱MWT）是台灣推理作家與閱讀評論和推廣愛好者共同組成的團體，前身為2002年3月成立的台灣推理俱樂部，2008年更改為現行名稱，2012年完成社團法人登記。每年定期舉辦的短篇推理小說獎項「台灣推理作家協會徵文獎」，為華文推理界培育新秀的搖籃，歷屆首獎得主包括林斯諺、哲儀、寵物先生、陳浩基、天地無限等推理名家。

## 成立沿革及宗旨
2001年冬天，推理評論家杜鵑窩人、推理作家藍霄、犯罪作家既晴倡議發起成立台灣推理俱樂部（英語：Taiwan Detective Club，簡稱TDC），2002年3月在國立中山大學舉辦成立大會，並確立「推廣推理閱讀、整合推理資源、建立創作典範、促進國際交流」四大發展理念。2007年，在評論家傅博提議下，於2008年更名為台灣推理作家協會，2012完成社團法人登記為社團法人台灣推理作家協會。協會法人化後得以推動更多對推理文學之推廣與宣傳，例如出版系列叢書、舉辦講座及課程等，以引領大眾理解推理閱讀之樂趣，達到讓推理文學「主流化、在地化、成熟化」的三大目標，而不僅僅是同好俱樂部。

## 組織成員 (2024.10~2027.10)
- 理事長：哲儀
- 常務理事：高浩剛、余小芳
- 理事：張東君、胡杰、FISH、栞、周小亂
- 常務監事：李柏青
- 監事：陳蕙慧、陳國偉
- 祕書長：寵物先生

## 辦理獎項
- 台灣推理作家協會徵文獎

性質為短篇推理小說新人獎，限未曾獲首獎者參加，每年舉辦一屆。前身為與台灣偵探俱樂部成立時一同開辦的「人狼城推理小說獎」，2008年更名為台灣推理作家協會時一同更名。
- 台灣推理大獎

2013年1月開辦，表彰過去影響台灣推理出版、閱讀、創作至為深遠且具重要貢獻者，第一屆得獎者為傅博與景翔。

## 外部連結
- 台灣推理作家協會官方網站 （页面存档备份，存于）
- 台灣推理作家協會部落格
- 台灣推理作家協會臉書粉絲團 （页面存档备份，存于）